# Ishania tarask
Ishania tarask là một loài nhện trong họ Zodariidae.
Loài này thuộc chi Ishania. Ishania tarask được Rudy Jocqué & Léon Baert miêu tả năm 2002.